# Teorema de Stolper-Samuelson
O Teorema de Stolper-Samuelson é um teorema do comércio internacional, desenvolvido pelos economistas americanos Wolfgang Stolper e Paul Samuelson. Descreve a relação entre os preços relativos da produção e as recompensas relativas dos fatores - especificamente, os salários reais e os retornos reais ao capital.
O teorema declara que - sob pressupostos econômicos específicos (retornos constantes de escala, concorrência perfeita, igualdade do número de fatores ao número de produtos) - um aumento no preço relativo de um bem levará a um aumento no retorno àquele fator que é usado mais intensamente na produção do bem e, inversamente, em uma queda no retorno do outro fator.

## Histórico
Foi derivado em 1941 de dentro do modelo de Heckscher-Ohlin por Wolfgang Stolper e Paul Samuelson,  mas subseqüentemente foi derivado em modelos menos restritos.  Como termo, é aplicado a todos os casos em que o efeito é visto.  Ronald W. Jones e José Scheinkman (1977) mostram que, sob condições muito gerais, o fator retorna a mudança com os preços da produção, como previsto pelo teorema.  Se considerarmos a mudança nos retornos reais sob o aumento do comércio internacional, um achado robusto do teorema é que o retorno ao fator escasso diminuirá, ceteris paribus .  Um corolário robusto adicional do teorema é que existe uma compensação para o fator escasso que superará esse efeito e aumentará o ótimo de Pareto. O modelo original de Heckscher-Ohlin era um modelo de dois fatores com um mercado de trabalho especificado por um único número.  Portanto, as primeiras versões do teorema não poderiam fazer previsões sobre o efeito da força de trabalho não qualificada em um país de alta renda sob a liberalização do comércio. No entanto, modelos mais sofisticados com múltiplas classes de produtividade do trabalhador mostraram produzir o efeito Stolper-Samuelson dentro de cada classe de trabalho: Trabalhadores não qualificados que produzem bens comercializados em um país de alta qualificação ficarão piores quando o comércio internacional aumentar, porque para o mercado mundial do bem que produzem, um trabalhador não qualificado da primeira linha de produção mundial é um fator de produção menos abundante do que o capital.
O teorema de Stolper-Samuelson está intimamente ligado ao teorema de equalização do preço do fator, que afirma que, independentemente da mobilidade internacional dos fatores, os preços dos fatores tenderão a equalizar os países que não diferem em tecnologia.

## Derivação
Considerando uma economia de dois bons produtos que produz apenas trigo e tecido, sendo a mão-de-obra e a terra os únicos fatores de produção, o trigo, uma indústria intensiva em terras e tecido de mão-de-obra intensiva, e assumindo que o preço de cada produto iguala seu custo marginal, o teorema pode ser derivado.
O preço do tecido deve ser:
(1) {\displaystyle P(C)=ar+bw,\,}
com P (C) representando o preço do pano, r permanecendo por aluguel pago aos proprietários, w por níveis salariais e a e b respectivamente representando a quantidade de terra e mão de obra utilizada.
Da mesma forma, o preço do trigo seria:
(2) {\displaystyle P(W)=cr+dw\,}
com P (W) representando o preço do trigo, r e w para aluguel e salários, e c e d para a respectiva quantidade de terra e mão-de-obra utilizada.
Se, então, o tecido experimenta um aumento em seu preço, pelo menos um de seus fatores também deve se tornar mais caro, para que a equação 1 seja verdadeira, uma vez que as quantidades relativas de mão-de-obra e terra não são afetadas pela variação dos preços.  Pode-se supor que seria trabalho - o fator que é intensamente usado na produção de tecidos - que aumentaria.
Quando os salários sobem, o aluguel deve cair, para que a equação 2 seja verdadeira.  Mas uma queda no aluguel também afeta a equação 1. Para que isso ainda seja verdade, o aumento dos salários deve ser mais do que proporcional ao aumento dos preços dos tecidos.
Um aumento no preço de um produto, então, aumentará proporcionalmente o retorno ao fator mais intensamente utilizado e uma queda no retorno ao fator menos intensamente utilizado.

## Crítica
A validade do modelo de Heckscher-Ohlin tem sido questionada desde o paradoxo clássico de Leontief.  De fato, Feenstra (2004) chamou o modelo de Heckscher-Ohlin de "irremediavelmente inadequado como uma explicação para os padrões comerciais históricos e modernos".   Quanto ao teorema de Stolper-Samuelson, Davis e Mishra (2006) afirmaram recentemente: "É hora de declarar Stolper-Samuelson morto".   Eles argumentam que o teorema de Stolper-Samuelson está "morto" porque após a liberalização do comércio em alguns países em desenvolvimento (particularmente na América Latina), a desigualdade salarial subiu e, sob a suposição de que esses países são abundantes em trabalho, o teorema de SS prevê que a desigualdade salarial deveria ter caído.  Além da tendência decrescente na desigualdade salarial na América Latina que acompanhou a liberalização do comércio no longo prazo (ver Lopez-Calva e Lustig (2010)), uma visão alternativa seria reconhecer que, tecnicamente, o teorema SS prediz uma relação entre os preços da produção. e salários relativos.
Artigos que comparam os preços dos produtos com as mudanças nos salários relativos encontram apoio de moderado a forte para o teorema de Stolper-Samuelson, como Beyer et al.  (1999) para o Chile,  Robertson (2004) para o México,  e Gonzaga et al.  (2006) para o Brasil.